# Fonction des protéines
Les fonctions des protéines sont très diverses au sein de la cellule et de l'organisme. On distingue généralement les fonctions cellulaires qui définissent le rôle de la protéine dans la cellule ou l'organisme, et les fonctions biochimiques, définissant l'activité des protéines au niveau moléculaire.
Les fonctions cellulaires peuvent être regroupées en cinq groupes:
- les protéines des structures, qui permettent à la cellule de maintenir son organisation dans l'espace,
- les protéines de transport, qui assurent le transfert des différentes molécules dans et en dehors des cellules,
- les protéines régulatrices, qui modulent l'activité d'autres protéines,
- les protéines de signalisation, qui captent les signaux extérieurs, et assurent leur transmission dans la cellule ou l'organisme,
- les protéines motrices, permettant aux cellules ou organismes de se mouvoir.

Les fonctions biochimiques sont nettement plus nombreuses, et sont généralement équivalentes à la notion d'activité enzymatique.
Il est à noter qu'une protéine peut avoir plusieurs fonctions cellulaires, et porter plusieurs fonctions biochimiques.

## Fonctions cellulaires

### Structure cellulaire
La forme des cellules et des tissus ainsi que leur résistance aux contraintes physiques est procurée par les protéines de structure, comme le collagène ou les protéines du cytosquelette.

### Mobilité cellulaire
Les protéines contractiles composant le muscle, actine et myosine, sont à l'origine des mouvements cellulaires, ainsi que de la mitose. Les protéines sont aussi constitutives des flagelles de locomotion des spermatozoïdes et de certaines bactéries.

### Communication cellulaire
La communication intercellulaire est d'une importance cruciale pour le développement et le fonctionnement coordonné de l'organisme. On retrouve des protéines ayant une fonction de Récepteur d'hormone. Dans le cas d'hormones hydrophiles (ne pouvant traverser la membrane cellulaire), le récepteur est une protéine membranaire intégrée dans la membrane et ayant un site de fixation du côté extérieur à la cellule, tandis que sa partie intracellulaire permet de transmettre l'information convoyée par l'hormone. Dans le cas d'hormones lipophiles, donc traversant librement la membrane, comme, par exemple, les œstrogènes, la protéine récepteur est cytosolique. La fixation induit un changement de conformation du récepteur (sa structure tridimensionnelle est modifiée), lui permettant alors de se fixer à sa cible effectrice, qui dans le cas de l'œstrogène est une séquence d'ADN.
Toute une série de protéines permettent de convoyer l'information depuis l'origine jusqu'à la cible finale. Ce sont les enzymes de signalisation cellulaire. L'un des mécanismes les plus souvent rencontrés est la phosphorylation de cibles effectuées par un groupe de protéines appelées protéines kinases. La déphosphorylation, tout aussi importante, est le fait de phosphatases.

### Transport
Plusieurs protéines possèdent une fonction de transport : l'hémoglobine pour le transport du dioxygène, la transferrine pour le transport du fer. Un autre type de transport, le transport passif qui ne nécessite pas d'énergie, est assuré par les canaux ioniques. Ils permettent le transport d'ions à travers la membrane cellulaire, qui leur est autrement imperméable. Ces canaux sont à l'origine des activités électriques mesurées dans le cerveau et assurent la contraction du muscle. Ils sont aussi à l'origine de la filtration du sang au niveau du rein et de la réabsorption des ions contenus dans l'urine primitive, qui est le sang dépourvu des éléments figurés (cellules). Un autre type de transport transmembranaire est assurée par les transporteurs, qui, au contraire des canaux ioniques, nécessitent un apport énergétique (transport actif) pour remplir leur fonction. Les transports d'électrons sont assurés par les enzymes de la respiration cellulaire et de la photosynthèse.

### Fonctions non universelles

#### Système immunitaire
Les immunoglobulines, qui permettent de reconnaitre le soi du non-soi, sont des protéines ; elles sont souvent appelées anticorps. On estime à plusieurs milliards le nombre d'immunoglobulines différentes, chacune synthétisée par une cellule différente (clone), appelée lymphocyte B. Au cours de la vaccination, un lymphocyte B reconnait l'antigène introduit et se multiplie par mitoses, multipliant ainsi le nombre de sites de fabrication de l'anticorps.

## Fonctions biochimiques

### Liaison ou fixation
Cette fonction fondamentale et qui est à l'origine de toutes les autres fonctions biochimiques est la capacité à fixer une autre molécule, ou macromolécule, appelée alors ligand, tandis que la protéine est qualifiée de récepteur.

### Catalyse
Certaines protéines sont des catalyseurs de réactions chimiques : elles permettent à des réactions chimiques de se dérouler rapidement dans les conditions de température et de pression conformes à la vie. Ces protéines sont alors appelées enzymes. Par exemple, la dégradation du glucose en vue d'extraire l'énergie contenue dans cette molécule, se fait par l'action combinée d'une dizaine d'enzymes dans une voie métabolique appelée glycolyse. Un morceau de sucre laissé sur une table a une probabilité infinitésimale de se décomposer en gaz carbonique et eau, on peut accélérer cette réaction en chauffant fortement le sucre. Soumis à l'action des enzymes glycolytiques, cette réaction ne prend que quelques secondes dans les conditions physiologiques du corps humain (37°C pour une pression de 1 atmosphère).
Les maladies métaboliques surviennent lorsque l'une des enzymes d'une voie métabolique est mutée et possède une fonctionnalité différente de la normale.

### Commutation
Cette fonction consiste à modifier le comportement d'autres cellules en fonction de l'environnement.

### Chaperon
La fonction principale des protéines chaperons est de faciliter le repliement des protéines et de permettre leur désagrégation.